# Konventionen om sjukförsäkring för jordbruksarbetare
Konventionen om sjukförsäkring för jordbruksarbetare (ILO:s konvention nr 25 angående sjukförsäkring för jordbruksarbetare, Convention concerning Sickness Insurance for Agricultural Workers) är en konvention som antogs av Internationella arbetsorganisationen (ILO) den 15 juni 1927 i Genève. Konventionen påfaller att jordbruksarbetare ska omfattas av en obligatorisk sjukförsäkring. Konventionen består av 17 artiklar.

## Ratificering
Konventionen har ratificerats av 21 stater, varav en har sagt upp den i efterhand.